# Franklin Graham

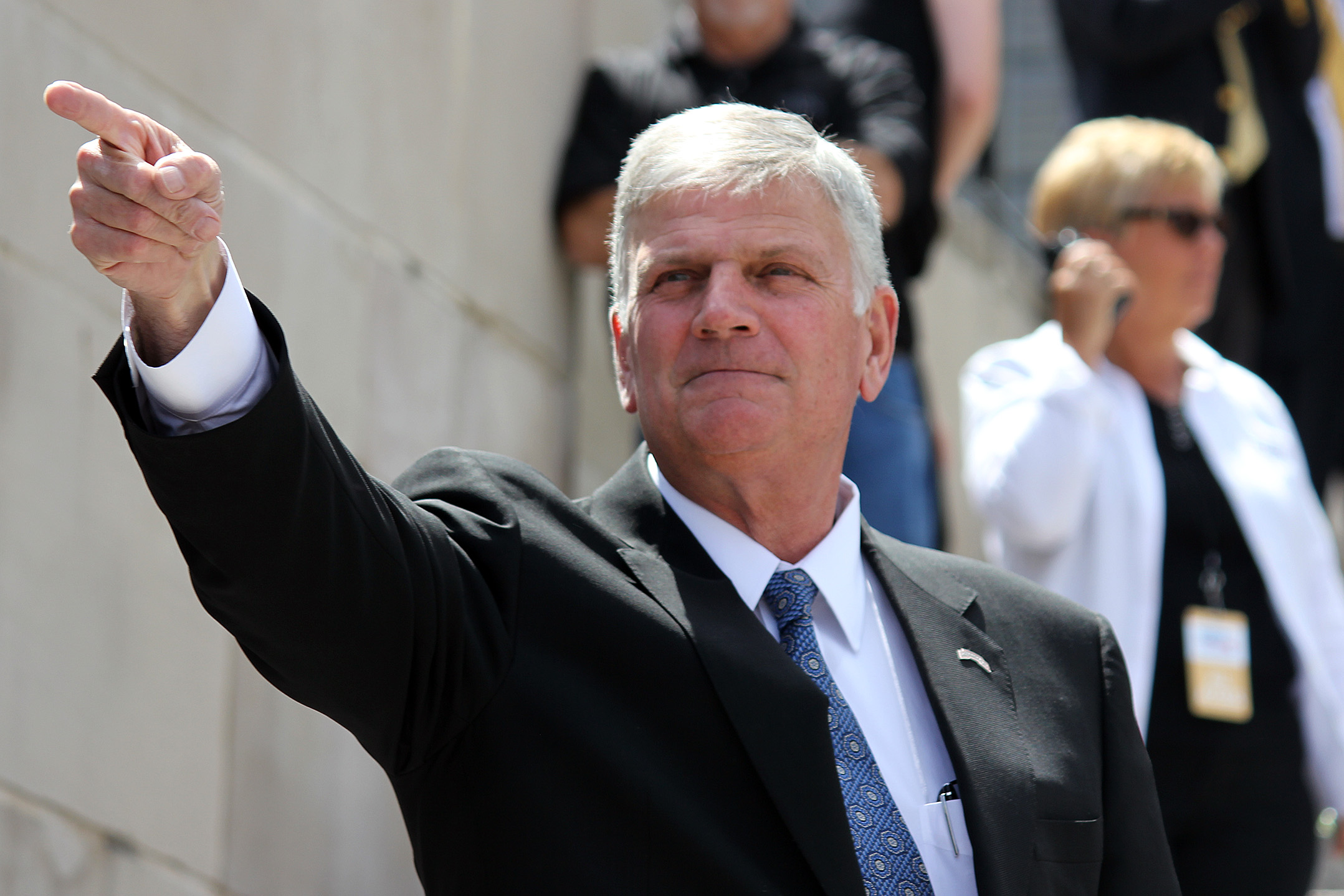
Franklin Graham 2016.

William Franklin Graham III, född 14 juli 1952 i Asheville, North Carolina, är en amerikansk kristen evangelist och missionär. 
Sedan 1979 är Graham ledare för välgörenhetsorganisationen Samaritans purse. 
Han har även övertagit ledningen för Billy Graham Evangelistic Association efter sin far Billy Graham. 
1984 talade Franklin Graham för första gången på ett stort väckelsemöte. Det var i Tallinn i dåvarande Sovjetunionen. Sedan 1989 har han varit huvudtalare i sju stora evangelisationskampanjer varje år. De heter numera ""Hoppets festival". Pingsten 2009 genomförde Graham en Hoppets festival i Saku Suurhall i Tallinn, uppbackad av 348 estniska församlingar. Han togs emot av Estlands premiärminister Andrus Ansip och lunchade med Tallinns borgmästare Edgar Savisaar.
Över 30 000 personer besökte kampanjmötena och mer än 600 uppges ha blivit frälsta under två väckelsemöten.